# Nikon D3000
De Nikon D3000 is een digitale camera van 10,2 megapixel.
De D3000 was de opvolger van de D40. Zoals de D40 heeft de D3000 geen geïntegreerde autofocusmotor, waardoor een F-mountobjectief met ingebouwde autofocusmotor gebruikt moet worden.